# 天主教潘切教区
天主教潘切教區是越南一個羅馬天主教教區，屬胡志明市總教區。
教區於2007年時有教友147,000人（佔轄區總人口13.3%）、64個堂區、80名司鐸、49名修士、309名修女。現任主教為杜孟雄。其座堂是耶穌聖心主教座堂。
1975年1月30日，西貢淪陷前不久才升為教區。